# Ezer Weizman
Ezer Weizman (עזר ויצמן) (15 de juny de 1924 - 24 d'abril de 2005) va ser el setè President d'Israel, entre 1993 a 2000. Abans de la Presidència, Weizman va ser comandant de la Força Aèria d'Israel i el Ministre de Defensa d'Israel.